# Dějiny Číny
Dějiny Číny jsou, v moderním pojetí dějin, dějinami pravěké Číny, Číny za dob císařství a Číny za dob jednotné republiky až do roku 1949, kdy došlo k rozštěpení území Číny mezi Čínskou republiku a Čínskou lidovou republiku. Tento stav trvá dodnes.
První historicky doloženou čínskou dynastií je dynastie Sia. Ta byla dlouho pokládána za pouhou legendu, dokud nebyly uskutečněny vykopávky ze starší doby bronzové v lokalitě Er-li-tchou v provincii Che-nan. Od té doby archeologové odkryli hrobky a nalezli bronzové předměty poukazující na možnou existenci dynastie Sia na místech uváděných starodávnými čínskými texty.
Další, tentokrát už historicky věrohodnou dynastií, byla dynastie Šang, která se usídlila podél Žluté řeky na východě Číny v době mezi 18. a 12. stoletím př. n. l. Dynastie byla poté napadena ze západu kmeny Čou, které poté vládly do 5. století př. n. l., ale jejich autorita byla postupně oslabena. V období Jar a podzimů (označováno podle Konfuciovy knihy) existovalo mnoho nezávislých, mezi sebou válčících států, které se k dynastii hlásily pouze jménem.
První jednotný stát byl založen dynastií Čchin v roce 221 př. n. l., kdy byl vytvořen úřad císaře. Jako první na něj dosedl císař Š'-chuang-ti (v překladu První císař). Kvůli legistické filosofii, která způsobila vzpouru, však dynastie u moci nevydržela příliš dlouho a již v roce 206 př. n. l. se k moci dostala dynastie Chan, která poté vládla až do roku 220. Období vlády dynastie Chan bývá někdy historiky nazýváno jako stříbrný věk čínských dějin.
Poté začala další éra neshod a Čína byla znovusjednocena až v roce 580 za vlády dynastie Suej. Následně Čína prožila zlatý věk za vlády dynastií Tchang a Sung. Mezi 7. a 14. stoletím byla Čína jednou z nejvyspělejších civilizací na světě s rozvinutou kulturou i technologií.
V roce 1271 napadl zbytky dynastie Sung mongolský vůdce Kublajchán a po vítězství založil v roce 1279 dynastii Jüan. Mongolové vydrželi na čínském trůně téměř sto let, až v roce 1368 dynastii svrhl rolník Ču Jüan-čang a založil novou čínskou dynastii Ming, která vládla Číně až do roku 1644. Tehdy Mandžuové ze severu napadli oslabenou říši a vlády se ujímá mandžuská dynastie Čching. Její moc nad Čínou přetrvala až do počátku 20. století, kdy byl sesazen poslední císař monarchie, nezletilý Pchu-i, a byla založena republika.

## Prehistorie

### Paleolit, neolit
Předchůdci moderních lidí, Homo erectus, tzv. Pekingský člověk, žili na území Číny pravděpodobně již v době před 1 milionem až 254 tisíci let. Nejstarší důkazy o plně moderních lidech (Homo sapiens sapiens) na území Číny pocházejí z jeskyní Fu-jüan, kde byly nalezeny lidské zuby staré nejméně 80 000 let.
Na území Číny jsou nejstarší doklady zemědělství z doby 7 000 let př. n. l. Hospodaření tehdejších zemědělců kultury Pchej-li-kang (7 000 – 5 000 př. n. l.) v povodí řeky Luo v provincii Che-nan bylo založeno na pěstování prosa a béru italského a chovu prasat, pchejlikanští rolníci již znali i keramiku. V pozdním neolitu se v údolí Žluté řeky rozšířila kultura Jang-šao (5 000 – 3 000 př. n. l.), později nahrazená sídlišti kultury Lung-šan (3 000 – 2 000 př. n. l.). Nejstarší důkazy o kultivaci rýže, nalezené u řeky Jang-c’-ťiang, byly datovány do doby před 8 000 lety. S rozvojem zemědělství vyrostla populace, schopnost ukládat a přerozdělovat vypěstované plodiny a možnost podporovat řemeslníky, specialisty a administrátory.

### Sia
Nejstarším státem objevujícím se ve starověkých čínských kronikách čouského a následujících období, příkladně v Bambusových análech, Knize historie a Zápiscích historika byl stát dynastie Sia. Byla podle nich ustaven mytickým Velkým Jü, který nastoupil vládu po Šunovi, posledním z pěti vladařů, a následován státem Šang. Podle tradiční chronologie vládli panovníci dynastie Sia v letech 2 205 – 1 766 př. n. l.; podle chronologického projektu Sia-Šang-Čou v období 2 070 – 1 600 př. n. l.
Z archeologických nálezů není existence dynastie Sia prokázána. Čínští archeologové ji spojují s kulturou Er-li-tchou doby bronzové, rozšířenou zprvu v provinciích Che-nan a Šan-si, později i v Chu-peji a Šen-si a doloženou v letech 1 900 – 1 500 př. n. l.

## Historické čínské státy a období

### Šang/Jin (17. – 11. století př. n. l.)
Stát Šang (jmenovaný též Jin) vznikl koncem 17. století př. n. l. na středním toku řeky Chuang-che. Je prvním státním útvarem bronzové doby na čínském území, jehož existence je doložena nejen čínskou písemnou historickou tradicí, ale i archeologickými nálezy. Šangové byli výrazně vojensky silnější než okolní národy – měli profesionální vojsko disponující bronzovými zbraněmi, luky, kopími a válečnými vozy. V důsledku úspěšných válek se sousedními etniky se jejich vliv k 11. století př. n. l. rozšířil na území moderních provincií Che-nan a Šan-si a do částí Šen-si a Che-peje. Šangové používali lunární kalendář a písmo – ranou formu čínského znakového písma. Praktikovali lidské oběti, nejčastěji k nim využívali zajatce.
V 11. století př. n. l. byl stát Šang dobyt koalicí národů v čele s Wu-wangem, vládcem státu Čou.

### Čou, Jara a podzimy, Válčící státy (11. – 3. století př. n. l.)
Čouové byli původně potulnými pastevci, kteří se usadili v úrodném údolí řeky Wej v západní Číně. Svrhli posledního vládce dynastie Šang. Svůj nárok na trůn si obhájili mandátem nebes, tvrdili, že předchozí dynastie vládla špatně, a tak bohové seslali jejich dynastii. Území Čou netvořilo jedno království, ale několik držav, jejichž vládci se zavazovali věrností panovníkovi, panovník měl také povinnost vybírat si manželku z jiného než svého klanu. V této době je prolomen monopol krále na obcování s bohy, přenáší se na bohaté elity, tudíž se tato doba stává dobou zakládání svatyní, které jsou zasvěceny bohům nebo předkům. Společnost se dělila na majetnou šlechtu, obyčejné lidi a nevolníky, kromě toho existovala i třída kupců. Významnými památkami z této doby jsou bronzové nádoby ze svatyní, které sloužily jako jímky obětin, na nich zachované nápisy na bronzech jsou významným zdrojem poznání tehdejší společnosti. Od 5. století př. n. l. v Číně začalo zpracovávat železo, které se používalo na výrobu zbraní, předmětů pro domácnost a zemědělských nástrojů, např. pluh. V období Východních Čouů se zformovaly základní filozofické školy starověké Číny – konfucianismus, taoismus, legismus a mohismus.
Čouské období se dělí na dvě části, Západní a Východní Čou, přechodem mezi nimi byl přesun čouského krále a jeho dvora z Chao-ťingu (na místě moderního Si-anu) na východ do Luo-i, provedený roku 770 př. n. l. pod tlakem útoků nečínských barbarů. Region bývalé metropole ovládl údělný stát Čchin.
V období Východní Čou moc čouského krále postupně zeslábla a rozhodující politickou roli začali hrát vládci nejsilnějších údělných států, kteří si v období Jar a podzimů (či Letopisů, 8. – 5. století př. n. l.) rozdělili zemi, v následujícím období válčících států několik nejsilnějších států svedlo souboj o vládu nad Čínou, z něhož vyšel vítězně stát Čchin, který ovládal region kolem původní čouské metropole.

### Čchin (221—206 př. n. l.)
Po sjednocení starověkých čínských království roku 221 př. n. l. císař Čchin Š’-chuang-ti nechal obyvatelstvu zabavit všechny zbraně, přesídlil desetitisíce šlechtických rodin z různých království do nového hlavního města – Sien-jangu a rozdělil říši na 36 komandérií v čele s jmenovanými guvernéry.
Za vlády Čchin Š’-chuang-tiho byly obranné zdi (valy) severních čouských království sjednoceny ve Velkou čínskou zeď. Říši propojily strategické silnice vedené z hlavního města až k okrajům státu. V důsledku úspěšných válek byly severní kmeny Siung-nu (Hunů) vytlačeny za Velkou zeď. Na jihu byly k říši připojeny rozsáhlé země kmenů Jüe, včetně severní části dnešního Vietnamu.
Čchin Š’-chuang-ti založil své reformy na ideologii legismu s přísnou disciplínou a potíráním všech nesouhlasných názorů. Po jeho smrti se říše zhroutila v povstáních a občanské válce.

### Chan (202 př. n. l. – 220 n. l.)
Ze zmatků následujících po pádu říše Čchin se zrodila říše Chan, když Liou Pang, jeden z vůdců protičchinských povstalců, opětovně sjednotil Čínu a roku 202 př. n. l. se prohlásil císařem. S krátkým přerušením v letech 9–23, kdy chanský ministr Wang Mang vyhlásil svou dynastii Sin, říše Chan přetrvala čtyři století, dokud se počátkem 3. století v občanské válce nerozpadla na panství soupeřících generálů. Posledního chanského císaře roku 220 sesadil Cchao Pchi, který již pouze v severní Číně založil vlastní říši Wej. Na jihu země se totiž osamostatnil Sun Čchüan jako král a později císař říše Wu a v S’-čchuanu vládl Liou Pej z chanského císařského rodu.
Počáteční období s hlavním městem v Čchang-anu je nazýváno Západní Chan (202 př. n. l. – 9 a 23–25, též Raná Chan); pozdější doba v níž vláda metropoli přesunula východněji do Luo-jangu je Východní Chan (25–220, též Pozdní Chan).
Chanská éra je pokládána za zlatý věk čínské historie. Do současnosti si největší národ Číny, vlastní Číňané, říká Chanové.

### Tři říše (220–280)
Tradičně je období tří říší vymezeno rokem 220, kdy oficiálně vznikl stát Wej, a rokem 280, kdy říše Ťin dobyla Wu. Hlavní část období v letech 220–263 byla charakteristická relativně stabilním rozdělením Číny na tři soupeřící státy Wej, Šu a Wu. V pozdějších letech se prosazovala tendence ke znovusjednocení Číny, roku 263 stát Wej dobyl Šu, roku 265 rod S’-ma v říši Wej svrhl dynastii Cchao a vyhlásil říši Ťin a roku 280 Ťinové dobyli Wu.
Doba rozpadu říše Chan a Tří říší byla jednou z nejtěžších v čínské historii. Celostátní sčítání lidu provedené roku 280, po sjednocení Tří říší pod vládou Ťinů, přineslo výsledek celkem necelých 2,5 milionů domácností a přes 16 milionů jednotlivců, což bylo jen zlomkem z téměř 10,7 milionů domácností a 56,5 milionů jednotlivců nahlášených v říši Chan před rozpadem státu. Během tohoto období významně pokročila technologie. Ču-ke Liang, stojící v čele vlády Šu, vynalezl „dřevěného vola“, to jest ranou formu kolečka, a zavedl opakovací kuše. Wejský technik Ma Ťün sestavil mechanické loutkové divadlo na vodní pohon, čerpadla zavlažující zahrady v Luo-jangu, a „vůz ukazující jih“, na němž ukazatel mířil stále stejným směrem bez ohledu na pohyb vozu.
Ačkoli relativně krátké, bylo a je toto historické období výrazně romantizované nejen v kultuře Číny, ale i Japonska, Koreje a Vietnamu. Je oslavované a propagované v operách, lidových příbězích, románech a odnedávna i filmech, televizi a videohrách. Nejznámější z literárních děl věnujících se období Tří říší nich je román Příběhy Tří říší z mingské doby. Autoritativním historickým záznamem éry jsou Zápisky o Třech říších Čchen Šoua, žijícího ve 3. století, s komentáři Pchej Sung-č’a z 5. století.

### Ťin (265–420)
Říše Ťin byl čínský stát existující v letech 265–420. Založil ho S’-ma Jen, vysoce postavený hodnostář říše Wej, který ovládl wejský dvůr, svrhl wejského císaře a sám nastoupil na trůn jako císař říše Ťin. O patnáct let později – roku 280 – dobyl říši Východní Wu v jižní polovině Číny, čímž skončilo období Tří říší a Čína byla po desetiletích rozdělení nakrátko sjednocena.
Po smrti prvního císaře roku 290 spory uvnitř vládnoucí dynastie vyústily v sérii vnitřních bojů, takzvaných nepokojů osmi knížat. Oslabení státu využili kočovníci z mongolských stepí na severu k dobytí severní Číny. Emigranti ze severní Číny a mocné rodiny bývalého Východního Wu roku 317 obnovily ťinskou moc na jihu s centrem v Ťien-kchangu (dnešním Nankingu). Období, kdy dvůr sídlil v Ťien-kchangu, se nazývá Východní Ťin (předešlé období pak Západní Ťin).
Po odchodu na jih ztratil císařský rod hodně ze své moci na úkor vlivných dvorských rodin. Nakonec jedna z nich, rodina Liou, ovládla císařský dvůr a roku 420 Liou Jü nastoupil na trůn jako první císař nového státu Sung (pro odlišení od říše Sung z let 960–1279 označované jako Liou Sung).

### Šestnáct států (304–439)
Šestnáct států je tradiční označení pro krátce trvající státy existující v severní Číně v letech 304–439. Na přelomu 3. a 4. došlo v občanské válce, tzv. nepokojích osmi knížat, k oslabení moci čínské říše Ťin a vůdcové vzbouřeného nečínského obyvatelstva, tzv. pěti barbarských kmenů, zabrali sever Číny. Jejich státy měly vesměs jen krátké trvání, průběžně vznikaly a zanikaly v urputných bojích mezi sebou i s Číňany. Šestnáct států proto bylo jedním z nejchaotičtějších období čínské historie. Neustávající válčení a nestabilita skončily ve 30. letech 5. století, kdy severní Čínu sjednotila říše Severní Wej, čímž období Šestnácti států přešlo v období jižních a severních dynastií.
Mezi Šestnáct států jsou tradičně počítány Severní Chan/Rané Čao, Pozdní Čao, Čcheng-Chan, Raná Jen, Pozdní Jen, Jižní Jen, Severní Jen, Raná Liang, Pozdní Liang, Jižní Liang, Severní Liang, Západní Liang, Raná Čchin, Pozdní Čchin, Západní Čchin a Sia.

### Jižní a severní dynastie (420–589)
V období Jižních a severních dynastií v letech 420–589 byla Čína politicky rozdělena na jižní a severní část. Po pádu Ťinů v roce 420 vládu nad jižní Čínou postupně držely čínské státy Sung (420–479), Jižní Čchi (479–502), Liang (502–557) a Čchen (557–589). Na severu zprvu panovala říše Severní Wej, poté se sever rozdělil na severovýchodní říše Východní Wej (534–550) a Severní Čchi (550–577) a severozápadní říše Západní Wej (535–557) a Severní Čou (557–581). Severní Čouové roku 577 opět sjednotili severní Čínu, ale už roku 581 je nahradila nová říše Suej, která do roku 589 dobyla i jižní Čínu.

### Suej (581–618)
Předchůdci říše Suej byly státy Severní Čou (557–581) na severu Číny a Čchen (557–589) na jihu země. Suejští panovníci po staletích rozdělení sjednotili Čínu pod jednou vládou, provedli řadu sociálních a hospodářských reforem a upravili strukturu státní administrativy. Po necelých čtyřech desetiletích trvání se však, v důsledku nákladných státních staveb a neúspěšné války s korejským Kogurjem, země propadla do povstání a anarchie, v níž se říše Suej rozpadla a zanikla. Čínu po několikaleté občanské válce opět sjednotili panovníci nové říše Tchang (618–907).

### Tchang (618–907)
Říše Tchang se zrodila ze vzpoury generála Li Jüana proti říši Suej, během několika let sjednotila Čínu rozbitou občanskou válkou a, s krátkým přerušením v letech 690–705, kdy císařovna Wu vyhlásila dynastii Čou, přetrvala téměř tři století, dokud se v poslední třetině 9. století nerozpadla na panství soupeřících generálů. Posledního tchangského císaře roku 907 sesadil generál Ču Wen, který již pouze v severní Číně založil vlastní říši Pozdní Liang.
Říše Tchang, jejíž hlavní město Čchang-an patřilo k největším na světě, je všeobecně považována za jednu z nejúspěšnějších říší čínské historie, která se v rozkvětu civilizace i vojenských úspěších vyrovnala, pokud nepřekonala starověkou říši Chan. Tchangská éra byla většinou obdobím pokroku a stability, s výjimkou období povstání An Lu-šana a poklesu moci centrální vlády v druhé polovině vlády tchangské dynastie. Podle dochovaných údajů o sčítání lidu ze 7. a 8. století je počet obyvatel říše odhadován na 50 milionů. Přestože ústřední vláda nebyla schopna v 9. století sestavit přesný soupis obyvatelstva, je tehdejší populace odhadována na 80 milionů.
Díky velké populaci byla tchangská vláda schopna sestavit statisícovou armádu sestávající jak z profesionálů, tak z odvedenců. Tchangští vojáci bojovali s kočovnickými říšemi dominujícími ve vnitřní Asii, přičemž získali kontrolu nad lukrativní obchodní trasou Hedvábné stezky. Kromě politické hegemonie nad vnitřní Asií, měla říše Tchang silný kulturní vliv v širokém okolí, zejména v Koreji, Japonsku a Vietnamu.
Stejně jako v předchozí říši Suej, i tchangský stát udržoval systém státní služby založený na přijímání úředníků prostřednictvím standardizovaných zkoušek a doporučení na úřední místa. Tento řád narušil vzestup regionálních vojenských guvernérů ťie-tu-š’ během 9. století.
Čínská kultura v 7.–9. století vzkvétala a dále zrála. Tchangská éra je považována za vrcholné období čínské poezie. Tchangské éře náleží dva z nejznámějších básníků Číny, Li Po a Tu Fu, stejně jako mnoho slavných malířů, například Chan Kan, Čang Süan a Čou Fang. Učenci sestavovali množství encyklopedií, geografických prací i historických děl. V říši Tchang vznikla i řada technologických inovací, včetně knihtisku. Velký vliv na čínskou kulturu měl buddhismus, přičemž se do popředí dostaly domácí čínské směry. Později však byl omezován státem a jeho vliv klesl. Umění a kultura vzkvétaly i v dobách oslabení centrální moci v 9. století. Oslabená ústřední vláda se tehdy do značné míry stáhla z řízení ekonomiky, obchod však zůstal nenarušen a i nadále prospíval.

### Pět dynastií a deset říší (907–960)
Pět dynastií a deset říší je tradiční označení pro éru politické nestability v Číně v letech 907–960, počínající zánikem říše Tchang a končící ustavením říše Sung. Po roce 907 se v severní Číně vystřídalo pět dynastií, zatímco jih byl rozdělen mezi několik států.
Pěti dynastiemi severu byly Pozdní Liang (907–923), Pozdní Tchang (923–936), Pozdní Ťin (936–947), Pozdní Chan (947–951) a Pozdní Čou (951–960). K deseti říším jsou počítány Wu (907–937), Wu-jüe (907–978), Čchu (907–951), Rané Šu (907–925), Min (909–945), Jižní Chan (917–971), Ťing-nan (924–963), Pozdní Šu (934–965), Jižní Tchang (937–975) v jižní Číně a Severní Chan (951–979) na severu.

### Sung (960–1279)
Říše Sung byl čínský stát existující v letech 960–1279. Předcházelo mu období pěti dynastií a deseti říší, následována byla na severu Číny džürčenskou říší Ťin, na jihu mongolskou říší Jüan. Byla prvním státem světa, který tiskl papírové peníze a prvním čínským státem, který vybudoval stálé námořnictvo. Její armáda používala střelné zbraně a námořníci se orientovali podle kompasu.
Během 10. a 11. století se počet obyvatel Číny zdvojnásobil. Zapříčinily to mimo jiné růst plochy rýžových polí ve střední a jižní části země, rozšíření brzy dozrávající rýže z jižní a jihovýchodní Asie a vytváření přebytků potravin. Podle záznamů ze sčítání lidu v období Severní Sung měla říše cca 50 milionů obyvatel, tedy více než říše Chan a Tchang. Nicméně moderní odhady populace období Severní Sung je 100 miliónů obyvatel Číny. Dramatický nárůst populace podnítil ekonomickou revoluci v sungské Číně. Růst populace také přispěl k postupnému ústupu centrální vlády od přísné regulace tržní ekonomiky, naopak rostl vliv lokálních elit, tzv. džentry, na místní správu. Úředníci na okresní a regionální úrovni záviseli na džentry a její spolupráci, sponzorství a dohledu na místech.
Sungská společnost byla plná života; města měla živé zábavní čtvrti, příslušníci elit shromažďovali vzácná umělecká díla, která obdivovali a obchodovali s nimi, lidé se mísili na veřejných slavnostech i v soukromých klubech. Šíření literatury a vědomostí podpořilo brzké objevením tisku z dřevěných desek a v 11. století vynález tisku pohyblivými literami. Technologie, věda, filosofie, matematika, inženýrství a další intelektuální činnosti v říši Sung vzkvétaly. Filosofové jako Čcheng I a Ču Si oživili konfucianismus novým výkladem, ovlivněným ideály buddhismu a kladli důraz na novou organizaci klasických textů, čímž položili základy neokonfucianismu. Ačkoliv úřednické zkoušky v Číně existovaly už v říši Suej, za Sungů se staly opravdu významnými a byly hlavním faktorem vedoucím ke změně aristokratické elity na elitu byrokratickou.
Sungské období se dělí na dvě odlišné periody: Severní Sung a Jižní Sung. V období Severní Sung (960–1127) zahrnoval sungský stát většinu Číny, hlavním městem byl Pien-ťing (dnešní Kchaj-feng). Jižní Sung (1127–1279) je označení pro dobu, kdy byla sungská říše omezena na jižní Čínu. Sever totiž dobyla džürčenská říše Ťin. Hlavní město Sungové přenesli do Lin-anu (dnešní Chang-čou). Přestože Jižní Sungové ztratili kontrolu nad tradiční kolébkou čínské civilizace v povodí Žluté řeky, zůstali bohatým státem, ve kterém žilo 60 % čínské populace a zahrnoval většinu nejproduktivnějších pozemků. Po ústupu na jih říše Sung značně zvětšila svou námořní moc využívanou k obraně pobřeží i k výpravám do cizích zemí.
V bojích s Džürčeny a později Mongoly sungští Číňané revolučním způsobem rozvinuli nové vojenské technologie, zdokonalili především zbraně využívající střelný prach. Roku 1234 byla říše Ťin dobyta Mongoly, kteří tak získali kontrolu nad severní Čínou, což přineslo zhoršení vztahů s Jižními Sungy. Möngke, čtvrtý veliký chán Mongolské říše, zemřel roku 1259 při dobývání Che-čou (dnes v Čchung-čchingu). Novým chánem byl prohlášen jeho mladší bratr Kublaj, který se roku 1271 prohlásil i císařem říše Jüan. O osm let později Kublaj definitivně porazil sungská vojska, dobyl celou říši Sung a opětovně sjednotil Čínu.

### Jüan (1271–1368)
Říše Jüan byla mongolská říše zahrnující Mongolsko a Čínu, existující v letech 1271–1368. Založil ji Čingischánův vnuk chán Kublaj, který do roku 1279 dokončil dobytí Číny. Oslabení jüanské moci v Číně a nespokojenost obyvatelstva vyústila roku 1351 v povstání rudých turbanů, které skončilo vznikem čínské říše Ming, jejíž armády roku 1368 vytlačily jüanská vojska z většiny Číny včetně hlavního města – Pekingu. Říše a dynastie Jüan, následně omezená na Mongolsko, je pak nazývána Severní Jüan.

### Ming (1368–1644/1662)

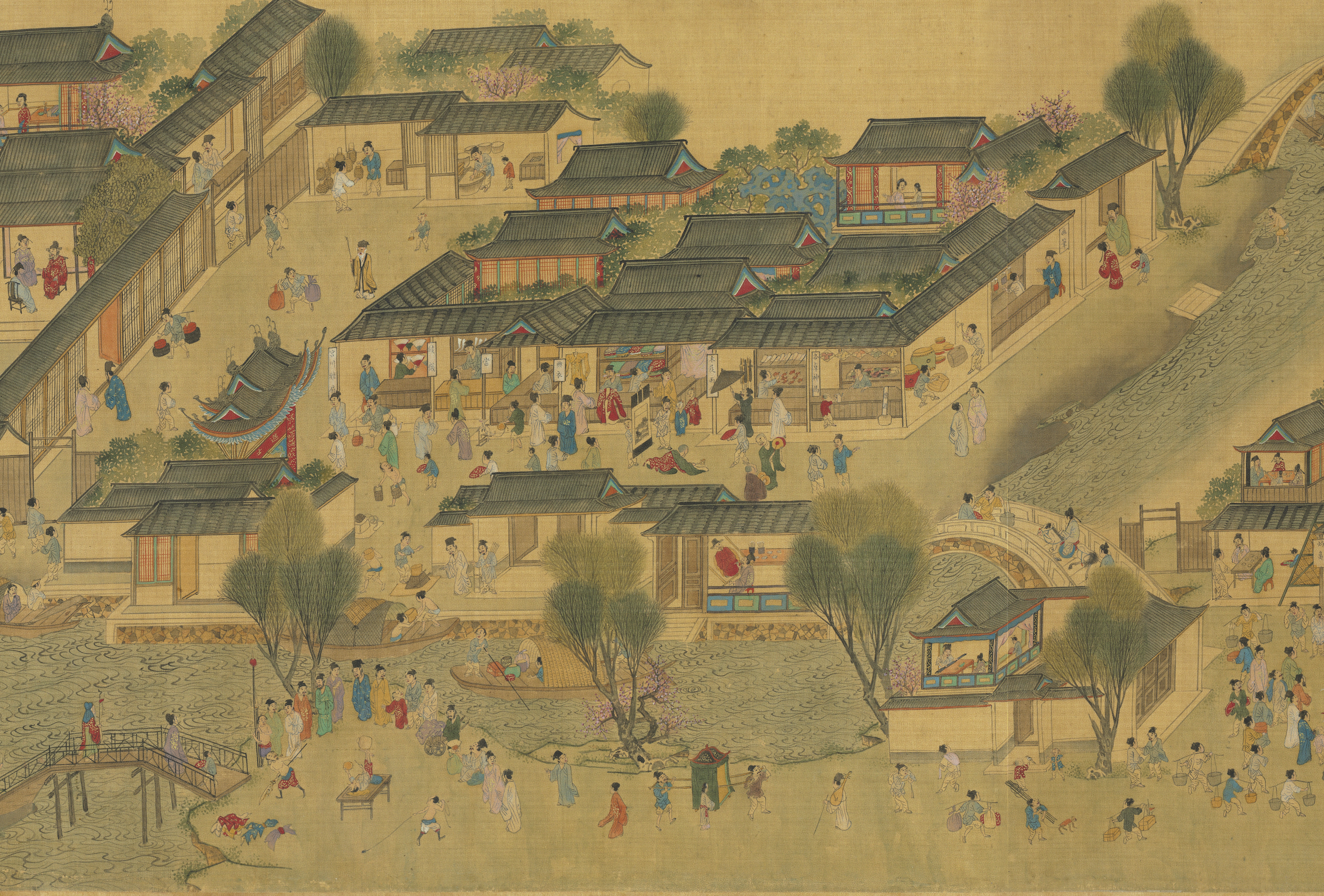
Čínské město z období dynastie Ming

Říše Ming byla založena roku 1368 vyhnáním mongolské dynastie Jüan. Zakladatel mingského státu a dynastie císař Chung-wu (vládl 1368–1398) se pokusil vybudovat společnost soběstačných zemědělských komunit ve stabilním systému vztahů, který by komerční život a obchod ve městech omezil na minimum. Soukromý sektor pozemkových panství se dlouhotrvajícími válkami zmenšil na jednu třetinu veškeré obdělávané půdy, zatímco státní vlastnictví půdy zahrnovalo většinu půdy. Přísně centralizovaná státní správa se snažila řídit všechny oblasti života. Znovuvybudování Číny na zemědělské základně a zkvalitnění komunikací pomocí vojenské kurýrní sítě přineslo růst trhů podél obnovených cest a pronikání městských trendů na venkov. Takzvaná džentry, třída vzdělaných statkářů obsazujících úřední posty, byla ovlivněna novou, konzumně orientovanou kulturou. Mezi vzdělané úřednictvo začaly pronikat obchodnické rodiny, které přebíraly zvyklosti typické pro džentry. Paralelně probíhaly změny v sociální a politické filozofii, správních institucích a také v umění a literatuře.
Říše Mingů měla velké námořní loďstvo a stálou armádu, jejíž celková početnost kolísala mezi jedním a čtyřmi milióny vojáků. Plavby admirála Čeng Chea překonaly veškeré minulé expedice a dosáhly východní Afriky. Vláda uskutečnila obrovská stavební díla včetně obnovení Velkého kanálu, Velké čínské zdi a výstavby Zakázaného města v Pekingu v první čtvrtině 15. století. Populace mingské Číny vzrostla z počátečních více než 60 miliónů na maximum 160–200 miliónů obyvatel počátkem 17. století.
V 16. století ekonomiku mingské Číny stimuloval obchod s Portugalci, Španěly a Nizozemci. Čína se zapojila do globální výměny zboží, rostlin, zvířat a potravin (nazývané kolumbovská výměna) v roli centra světové ekonomiky. Vývoz zboží do Evropy a Japonska přinesl Číně značné množství stříbra, které v roli všeobecného platidla nahradilo měděné a papírové peníze. Na vesnici po úplné privatizaci pozemků činovníky vládního aparátu a džentry prakticky zmizela státní půda. V posledních desetiletích mingské vlády přítok stříbra do Číny klesl a poklesla i zemědělská produkce kvůli nástupu malé doby ledové, přírodních katastrof a epidemií, v důsledku čehož značně ubylo obyvatel. Pokles životní úrovně obyvatelstva a autority vlády vedl povstalce jako byl Li C’-čcheng k odmítnutí legitimity mingské vlády.
Slabost říše využil nedlouho předtím zkonsolidovaný stát Mandžuů – říše Čching – k útoku na Čínu. Mingské hlavní město Peking roku 1644 padlo s celou severní Čínou do rukou Mandžuů, postupně se zmenšující jižní část země zůstala do roku 1661 pod kontrolou Číňanů pod označením Jižní Ming. Jeden z mingských vojevůdců Čeng Čcheng-kung pochopil bezperspektivnost boje s Mandžuy na pevnině a v letech 1661–1662 vyhnal Nizozemce z Tchaj-wanu. Na ostrově vládli jeho potomci až do roku 1683, kdy i Tchaj-wan dobyli Mandžuové.

### Čching (1636–1912)

Expanze Číny do roku 1800 za vlády dynastie Čching

Počátky čchingskému státu dal koncem 16. století džürčenský náčelník Nurhači, který zorganizoval kmeny Džürčenů jižního Mandžuska do armády Osmi korouhví a roku 1616 svůj stát pojmenoval Pozdní Ťin. Jeho nástupce Chuang Tchaj-ťi přejmenoval svůj národ na Mandžuy, stát na Veliká Čching a postupně vytěsnil čínskou říši Ming z poloostrova Liao-tung. Roku 1644 armáda protimingského čínského povstalce Li C’-čchenga dobyla mingskou metropoli Peking. Wu San-kuej, velitel mingské armády bránící Velkou čínskou zeď proti Čchingům, se podrobil Čchingům a společně s nimi porazil povstalce. Severní Čínu Mandžuové obsadili rychle, dobývání jižní Číny se protáhlo do roku 1683, kdy již panoval císař Kchang-si (vládl 1661–1722). Za císaře Čchien-lunga (vládl 1736–1796) v deseti velkých taženích čchinský stát rozšířil svá území v centrální Asii.
Třebaže se první čchingští vládci drželi mandžuského způsobu života a s čínským titulem císaře nosili i mongolský titul chána a podporovali tibetský buddhismus, při spravování své říše používali tradiční čínské konfuciánské přístupy a čínský byrokratický aparát. Zachovali systém úřednických zkoušek, pomocí nichž nabírali čínské úředníky do státní správy, a převzali čínské pojetí mezinárodních vztahů předpokládající vazalské vztahy s okolními státy.
Čchien-lungova vláda byla obdobím nejvyšší moci říše, po kterém nastal postupný pokles. Obyvatelstvo vzrostlo do cca 400 milionů, ale daně a státní příjmy celkem zůstaly nízké, což založilo budoucí finanční problémy státu. Všeobecně se rozšířila korupce, šířila se lidová povstání, ale vládnoucí elita zůstávála u starých způsobů žití a vládnutí, přes změny probíhající ve světě. Po porážce Čchingů v první z opiových válek vnutily evropské státy říši nerovné smlouvy, v nichž zakotvily pro sebe výhodný svobodný obchod, extrateritorialitu svých občanů a otevření některých přístavů, které se dostaly pod jejich kontrolu. Současně v nepokojích, zejména povstání tchaj-pchingů (1850–1864) a povstání čínských muslimů (1855–1873) zahynuly miliony lidí, takže v letech 1850–1873 se počet obyvatel říše Čching snížil z 410 na 350 milionů. V reakci na tyto katastrofy se v období čchingské restaurace pokusily čínské elity pomocí modernizačních reforem posílit konfuciánský řád a čchingskou vládu. Snažení reformního hnutí však vyústilo v porážku čchingské říše v první čínsko-japonské válce, ve které Čchingové ztratili Tchaj-wan a vliv v Koreji. Neuspělo ani sto dní reforem roku 1898 zrušených císařovnou Cch’-si, od 60. let faktickou vládkyní země. Spory o práva evropských států se vylily v proticizinecké povstání boxerů, k jehož potlačení do Číny vtrhly evropské armády, které porazily i vládní vojsko a obsadily Peking.
Čchingská vláda reagovala novým kolem reforem, nicméně po smrti Cch’-si se v odporu proti konzervativné vládě spojili reformátoři i místní elity a roku 1911 začaly nepokoje, které přerostly v sinchajskou revoluci, jejímž výsledkem byla roku 1912 rezignace posledního čchingského císaře Pchu Iho a vyhlášení Čínské republiky.

## Moderní Čína

### Čínská republika (od 1912)
1. ledna 1912 byla v Nankingu slavnostně vyhlášena Čínská republika. Jejím prvním prezidentem se stal Sunjatsen z tehdy jednotného hnutí Kuomintang, ale brzy byl bývalým generálem dynastie Čching Jüan Š'-kchajem donucen k odstoupení. Generál se sám stal prezidentem a později se dokonce pokusil obnovit císařství, čímž vyvolal velký odpor mezi veřejností, která stále měla v živé paměti mandžuskou nadvládu. Jeho pokus skončil neúspěšně a nedlouho poté zemřel přirozenou smrtí. Po jeho smrti byla Čína politicky rozdělena. Pekingská vláda byla sice mezinárodně uznaná, ale prakticky bezmocná, což vedlo k tomu, že vojenští vůdci získávali ve svých oblastech prakticky neomezenou moc.
V roce 1920 se Kuomintangu pod vedením Čankajška podařilo částečně znovusjednotit Čínu a pod záminkou transformace Číny v demokratický stát zavést politiku jedné strany.
Druhá světová válka donutila komunisty a nacionalisty ke spolupráci. Čína byla sice vítěznou mocností druhé světové války, ale také byla finančně vyčerpaná. Další komunisticko-nacionalistické rozepře měly za následek obnovení válkou přerušené občanské války. Z té vyšli vítězně komunisté a kontrolujíce většinu území Číny 1. října 1949 vyhlásili v Pekingu Čínskou lidovou republiku, přičemž vláda původní Čínské republiky se stáhla na ostrov Tchaj-wan.